# Kaitlyn Santa Juana
Kaitlyn Santa Juana (Langley, 1996. április 19. –) kanadai színésznő és énekesnő.
Leginkább Cotton Allen szerepéről ismert a 2022-es The Friendship Game című sci-fi horrorfilmben, valamint Lydia Sanchez szerepéről a Flash – A Villám című sorozat nyolcadik évadában (2022). Első főszerepét a Végső állomás: Vérvonalak (2025) című filmben alakította.

## Élete
1996. április 19-én született a kanadai Langleyben, Brit Columbia államban. Spanyol és filippínó származású.

## Pályafutása
Színészi pályafutását 2016-ban kezdte. 2022-ben ő alakította Cotton Allent a The Friendship Game című sci-fi horrorfilmben. Ugyanebben az évben Lydia Sanchezként szerepelt a Flash – A Villám nyolcadik évadának két epizódjában.
A filmvásznon végzett munkái mellett Santa Juana a zenei színházban is nagy tapasztalattal rendelkezik. 2019-ben csatlakozott a kanadai Dear Evan Hansen produkcióhoz, ahol Zoe Murphy és Alana Beck szerepét játszotta beugróként. Később belépett a Broadway társulatába, és ezekben a szerepekben folytatta.
2024 márciusában bejelentették, hogy főszerepet játszik a Végső állomás-franchise hatodik részében, a Végső állomás: Vérvonalak című horrorfilmben, amelyet Zach Lipovsky és Adam B. Stein rendezett. A filmet 2025. május 16-án mutatták be a mozikban.

## Filmográfia

### Film
| Év   | Magyar cím                | Eredeti cím                  | Szerep        | Magyar hang    |
| ---- | ------------------------- | ---------------------------- | ------------- | -------------- |
| 2022 |                           | The Friendship Game          | Cotton Allen  |                |
| 2025 | Végső állomás: Vérvonalak | Final Destination Bloodlines | Stefani Reyes | Mikecz Estilla |

### Televízió
| Év   | Magyar cím             | Eredeti cím                | Szerep        | Megjegyzés |
| ---- | ---------------------- | -------------------------- | ------------- | ---------- |
| 2022 | Flash – A Villám       | The Flash                  | Lydia Sanchez | 2 epizód   |
| 2022 | Kell egy kis karácsony | We Need a Little Christmas | Nadine        | tévéfilm   |
| 2022 |                        | He's Not Worth Dying For   | Ari           | tévéfilm   |